# Fluorsilikonkautschuk
Fluorsilikonkautschuk (genaue Bezeichnung: Fluor-Vinyl-Methyl-Silikon-Kautschuk = FVMQ) ist eine spezielle Art von Silikonkautschuk, der sich durch das Ersetzen eines Teils der Methylgruppen durch Fluorsubstituenten und Vinylgruppen auszeichnet. Diese Fluoratome verleihen dem Material eine hohe Beständigkeit gegenüber Öl und Kraftstoffen. Die Vinylgruppen ermöglichen eine Vernetzung.

## Geschichte und Entwicklung
FVMQ wurde in den frühen 1950er Jahren von Dow Corning erfunden. Es entsteht durch die Substitution von Methylseitengruppen in Polysiloxan-Ketten durch Trifluorpropyl-Gruppen. Diese Modifikationen verleihen dem Material nahezu die gleichen mechanischen und physikalischen Eigenschaften wie herkömmlichem Silikonkautschuk (VMQ), jedoch mit verbesserter Beständigkeit gegen viele Flüssigkeiten, insbesondere gegen Öle und Kraftstoffe.

## Eigenschaften und Verwendung
FVQM ist sehr hitze- und abriebbeständig und widersteht Säuren, Laugen und Öl.

## Anwendungen
FVMQ wird in der Herstellung von Dichtungen und anderen Gummi-Bauteilen im Auto- und Flugzeugbau eingesetzt. Daneben wird es auch im Schiffsbau, in der Raumfahrttechnik und der petrochemischen Industrie angewandt.